# Municipio de St. Albans (Illinois)
El municipio de St. Albans (en inglés: St. Albans Township) es un municipio ubicado en el condado de Hancock en el estado estadounidense de Illinois. En el año 2010 tenía una población de 377 habitantes y una densidad poblacional de 4,03 personas por km².

## Geografía
El municipio de St. Albans se encuentra ubicado en las coordenadas 40°14′22″N 91°13′00″O / 40.23944, -91.21667. Según la Oficina del Censo de los Estados Unidos, el municipio tiene una superficie total de 93.57 km², de la cual 93,23 km² corresponden a tierra firme y (0,36 %) 0,34 km² es agua.

## Demografía
Según el censo de 2010, había 377 personas residiendo en el municipio de St. Albans. La densidad de población era de 4,03 hab./km². De los 377 habitantes, el municipio de St. Albans estaba compuesto por el 98,94 % blancos, el 0,27 % eran asiáticos y el 0,8 % eran de una mezcla de razas. Del total de la población el 0,27 % eran hispanos o latinos de cualquier raza.